# Tony Cronstam
Tony Cronstam (né le 6 août 1969 à Växjö) est un auteur de bande dessinée suédois. Il est connu pour son comic strip Elvis, publié dans l'édition suédoise de Metro de 2000 à 2010 et directement en albums depuis.

## Distinction
- 2004 : Prix Adamson du meilleur auteur suédois pour l'ensemble de son œuvre